# O Portão de Ptolomeu
O Portão de Ptolomeu é o terceiro livro da Trilogia Bartimaeus, escrito por Jonathan Stroud. O livro foi lançado no Reino Unido em setembro de 2005, e nos Estados Unidos em Dezembro do mesmo ano.

## Resumo
Três anos se passaram desda ajuda de Nathaniel (também conhecido como John Mandrake)a prevenir um ataque em Londres que poderia inverter a hierarquia fazendo os magos ficarem abaixo dos plebeus. Agora como membro do governo britanico, ele encontra novos problemas as guerras em outros paises estão indo má, os inimigos da Inglaterra estão montando ataques perto a Londres, e rebelião é fermentada pelos plebeus. Mais sabio e sagaz, Nathaniel está enganando Bartimaeus mais do que nunca.